# Hasa
Hasa (arapski: الأحساء, Al-Ahsa), najveća oaza na svijetu (s preko 2,5 milijuna palmi datulja), nalazi se u pustinji u pokrajini Šarqiyya u Saudijskoj Arabiji, 60 km zapadno od Perzijskog zaljeva. Oaza ima populaciju od 600.000 stanovnika i ima jednu od najvećih šijitskih manjina u Saudijskoj Arabiji, koja je velikom većinom sunitska zemlja.
Ime potječe od istoimenog najvećeg grada na području oaze, također poznatog i pod imenom al-Hufuf. Al-Hufuf je poznat i kao Al-Hisa (الحِسَى‎) što je arapski množina za „akumulirani pijesak iznad čvrstog tla”. Ovo je jako važno za oazu jer kad kiše padnu, pijesak sprječava da voda ispari, a čvrsto tlo ju zadržava da ne oteče, te se do nje lako dolazi kopanjem.
U al-Hufufu se nalazi jedno od velikih sveučilišta u zemlji, Sveučilište kralja Faisala, osnovano 1975. Žene mogu studirati na nekim od studija. Ostali gradovi na području oaze su: al-Mubarraz, al-ʿUyūn i al-ʿUmrān.
Oaza Hasa obuhvaća nizove vrtova, kanala, izvora, bušotina, drenažno jezero, kao i povijesne građevine, urbano tkivo i arheološka nalazišta. Oni predstavljaju tragove trajnog ljudskog naselja u području Perzijskog zaljeva od neolitika do danas, što se može vidjeti iz preostalih povijesnih utvrda, džamija, bunara, kanala i drugih sustava upravljanja vodama. Zbog toga je evolvirajući kulturni krajolik oaze Hasa upisana na UNESCO-ov popis mjesta svjetske baštine u Aziji i Oceaniji 2018. godine.

## Povijest
Na području Hase postojala su ljudska naselja još u prapovijesti, zbog obilnih izvora vode u aridnom području. God. 899. ovim područjem je zavladao Karmatski vojskovođa iz Bahreina, Abu Tahir al-Džanabi. On je objavio neovisnost Hase od Arapskog kalifata u Bagdadu i svoju prijestolnicu smjestio u Hasu, tj. naselje al-Mu'mini u blizini Hofufa. Oko 1000. godine Hasa je postala 9. najveće naselje na svijetu s oko 100.000 stanovnika. God. 1077. osvajaju ju Ujunidi koji Hasu čine svojom prijestolnicom, ali ju uskoro osvajaju Usfuridi iz Bahreina, te naposljetku Džabridi iz Katifa.
God. 1521. Portugalci su od Džabrida osvojili Avalsko otočje (današnji Bahrein) pri čemu je poginuo posljednji Džabridski vladar, Mukrin ibn Zamil. God. 1550., Hasa i obližnji Katif je osvojilo Osmansko carstvo, tj. Sulejman I. koji je Hasu učinio glavnim gradom ajaleta Lahsa. Banu Halid pleme je protjeralo Osmanlije 1670. godine, a Hasa je 1795. godine uklopljena u vehabijski Emirat Diraja, no egipatski valija Muhamed Ali Egipatski ga 1818. vraća u vlast Osmanlija.
Povijesno je Hasa, kao najnaseljenije i najrazvijenije naselje, bilo upravno središte pokrajine Bahrein koja je uključivala većinu istočne obale Arapskog poluotoka, od Kuvajta do granica s UAE i Omanom, uključujući današnji Bahrein. God. 1830. Emirat Nadžd je preuzeo cijelu regiju, da bi 1871. Osmansko carstvo ponovno preuzelo vlast i stavilo je pod upravu Bagdada pa Basre.
God. 1913. Ibn Saud, osnivač Saudijske Arabije, pripojio je Hasu i Katif svojoj državi, a spor s Kuvajtom je riješen 1922. godine tzv. Ukairskim protokolom.

## Gospodarstvo
Hasa je povijesno bila poznata po vještini šivanja, posebice u proizvodnji bišta, tradicionalnog muškog ogrtača.
Danas je razvijena poljoprivreda, posebno proizvodnja datulja, riže i limuna. Osim toga, uzgajaju se na tisuće ovaca, koza, goveda i deva pa je oaza Hasa vrlo važno poljoprivredno područje za cijelu Saudijsku Arabiju. Od 1938. mnoge naftne bušotine nalaze se u ovoj regiji, pa i najveće naftno polje na svijetu, Gauar.

## Vanjske poveznice
- Službene stranice općine Hasa  Arhivirana inačica izvorne stranice od 5. kolovoza 2010. (Wayback Machine)